# Mycalesis gotama
Mycalesis gotama es una especie de insecto lepidóptero de la familia de los ninfálidos.

## Subespecies
Sin incluir la subespecie nominal, solo se conoce otra subespecie:
- Mycalesis gotama obscura Mell, 1942